# Gullbräcka

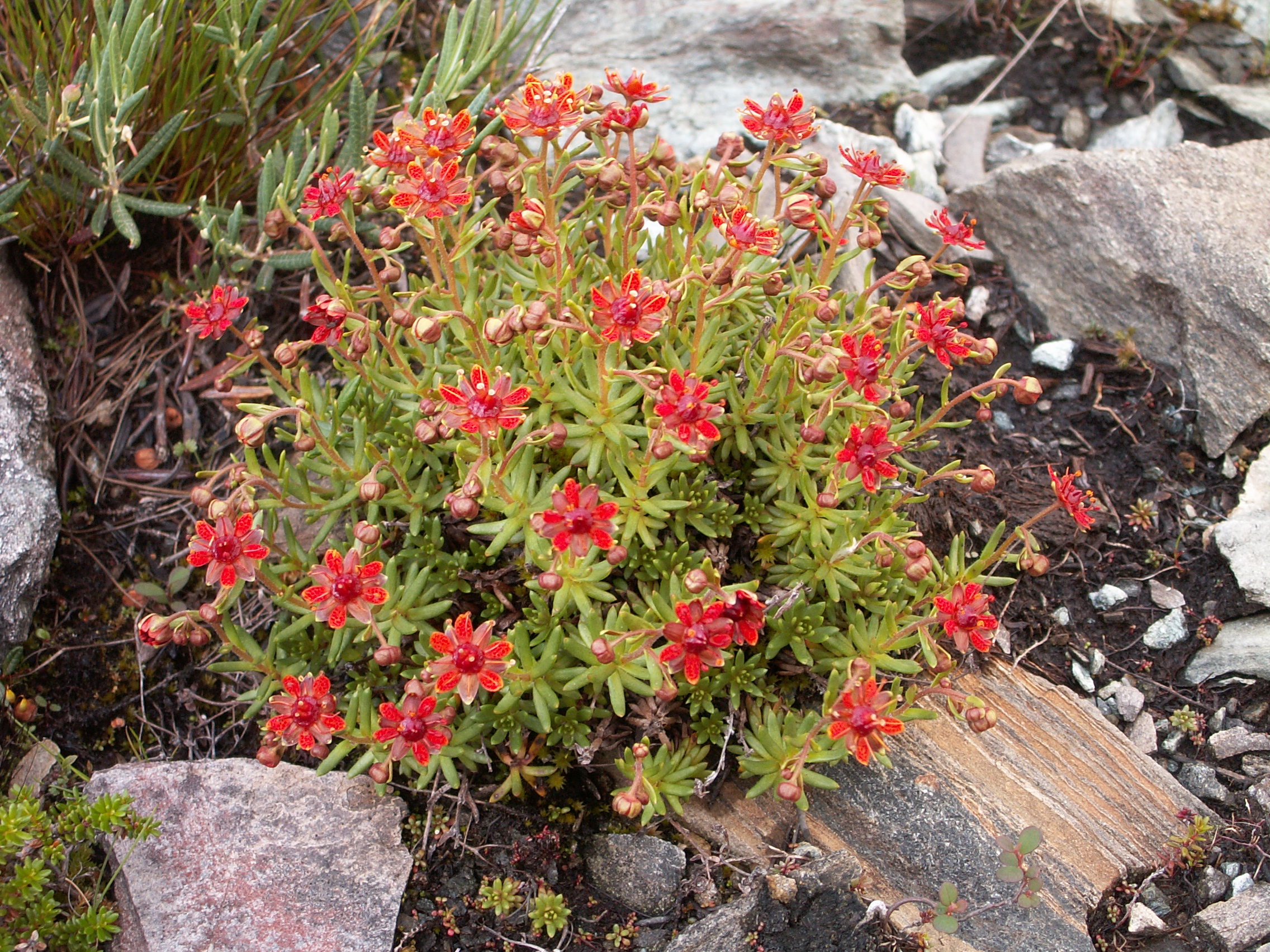
Gullbräcka, röd variant.

Gullbräcka (Saxifraga aizoides) art i familjen stenbräckeväxter med stort utbredningsområde, från Europa till norra Ural, Grönland och norra Nordamerika. Arten är vanlig i de svenska fjälltrakterna och växter på kalkrik fuktig mark.
Gullbräcka är en tuvbildande, flerårig ört  Stjälkarna är nedliggande eller uppstigande. Bladen sitter strödda, de är ljust gröna, köttiga och halvtrinda, med körtelhår i kanterna. Blommorna sitter ensamma eller några få tillsammans i stjälkens topp. Foderbladen är kala, uppåt- eller utåtriktade. Kronbladen guldgula eller orange till brunröda, vanligen med röda prickar, de är ungefär lika långa som foderbladen. Gullbräcka blommar i juli-augusti, i Sverige.
Gullbräcka kan förväxlas myrbräcka (S. hirculus) som även den har gula blommor. Myrbräckan har dock ogrenad, upprätt stjälk, nedböjda och håriga foderblad, samt (i Sverige) kronblad som är mycket längre än fodret. 

## Synonymer
Evaiezoa aizoides (L.) Raf.
Leptasea aizoides (L.) Haw.
Saxifraga aizoides f. flava Engl. & Irmsch.
Saxifraga aizoides subf. bruntiae Engl. & Irmsch.
Saxifraga aizoides var. euaizoides Engl. & Irmsch.
Saxifraga aizoides var. autumnalis (L.) Nyman
Saxifraga aizoidioides Miégev.
Saxifraga alpina Salisb. nom. illeg.
Saxifraga atrorubens Bertol. in Desv.
Saxifraga autumnalis L. 1753, (ej L. 1754 )
Saxifraga crocea Gaudin
Saxifraga van-brutiae Small